# Ringraumdichtung
Ringraumdichtung oder Pressringdichtung ist die Bezeichnung für eine in einer Wand oder im Boden liegende Dichtung zur Abdichtung von Rohren und Kabeln.

## Funktion
Dabei wird ein EPDM-Gummielement (in Verbindung mit zwei Stahlflanschen) als Dichtung um das Rohr und in ein in der Wand einbetoniertes Futterrohr eingebaut. Die Abdichtungswirkung gegen Wasser und Gas entsteht durch Zusammenpressen des Gummielements mittels der verschraubbaren Stahlflanschen. 
Die Ringraumdichtung kann auch direkt in eine Kernbohrung statt in ein Futterrohr eingebaut werden. 
Diese innenliegende Abdichtungsform stellt – im Gegensatz zu Flanschlösungen – keine Verbindung zu außenliegenden Flächenabdichtungen her.
Eine neue Form der "Ringraumdichtung" mit PVC-Schlauch wird außenliegend eingebaut und stellt somit als Schnittstellen-Lösung die Verbindung zur außenliegenden Flächenabdichtung her. Sie kann für alle Durchmesser bei jeder Neigung – ohne Futterrohr und sonstige Hilfsmittel – eingesetzt werden.